# Georg Christoph Eimmart
Georg Christoph Eimmart (le Jeune), né le 22 août 1638 à Ratisbonne et mort le 5 janvier 1705 à Nuremberg) est un dessinateur et graveur allemand.

## Biographie
Il a été formé par son père, Georg Christoph Eimmart l'Ancien (1603-1658), qui fut graveur et peintre de portraits, de paysages, de natures mortes et de sujets historiques.
Il a étudié à l'Université d'Iéna de 1654 à 1658.
Eimmart le Jeune résidait à Nuremberg, où il mourut en 1705. Il a gravé des assiettes pour l'académie de Sandrart, et quelques petites gravures de ruines, de bâtiments et de vases, ornées de figures, qui ont un mérite considérable. Il a également été mathématicien et astronome, et a publié en 1701 Iconographia nova contemplationum de Sole.
Il a également créé le premier observatoire astronomique à Nuremberg.
Sa fille Maria Clara Eimmart (1676-1707) fut également graveuse.

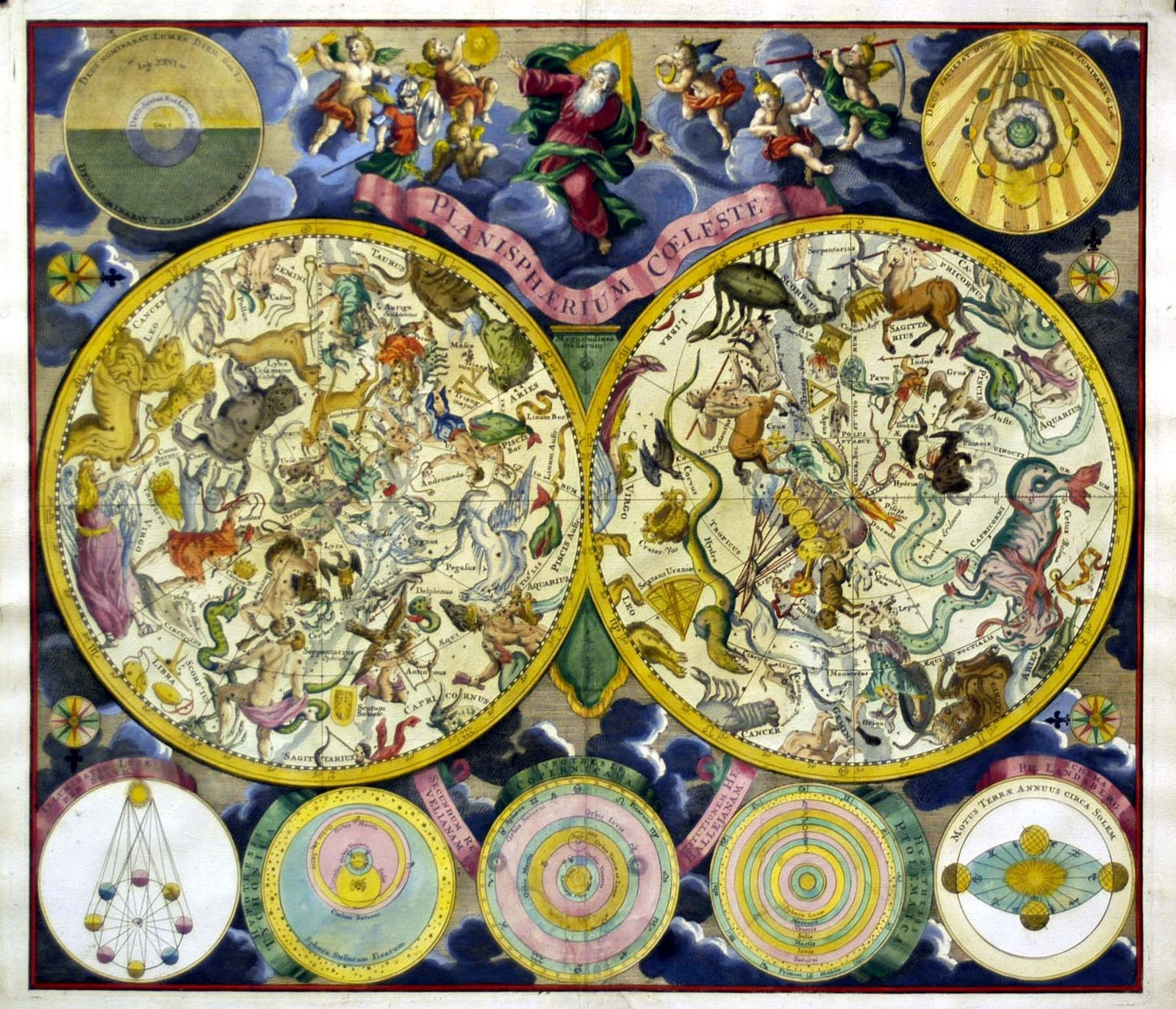
Planisphaerium Coeleste, original quelque avant 1705, copie de 1730 par Matthäus Seutter
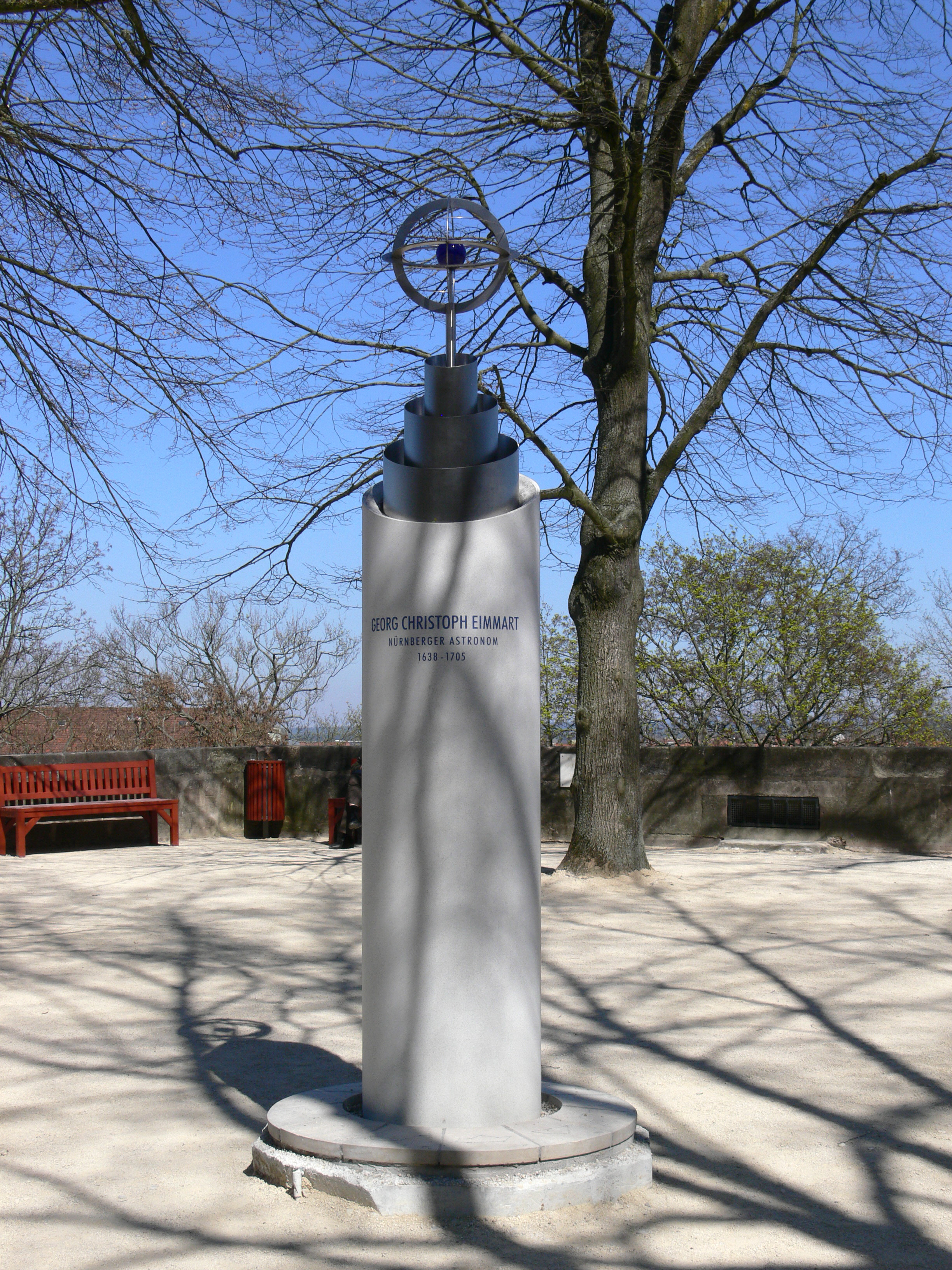
Monument en hommage à Eimmart - Château de Nuremberg